# Aspeå
Aspeå är en bebyggelse i Nordmalings kommun, Västerbottens län. Området avgränsades före 2015 till en småort som från 2015 räknas som en del av tätorten Lögdeå